# Dandya balsensis
Dandya balsensis är en sparrisväxtart som beskrevs av A.R.López-ferrari och Mario Adolfo Espejo Serna. Dandya balsensis ingår i släktet Dandya, och familjen sparrisväxter. Inga underarter finns listade i Catalogue of Life.